# Các định nghĩa toán học
Toán học không có định nghĩa được chấp nhận chung. Các trường phái tư tưởng khác nhau, đặc biệt là trong triết học, đã đưa ra các định nghĩa hoàn toàn khác nhau. Tất cả đều gây tranh cãi.

## Khảo sát các định nghĩa hàng đầu

### Định nghĩa sớm
Aristotle định nghĩa toán học là:
 Khoa học về số lượng.
 Trong phân loại khoa học của Aristotle, các đại lượng rời rạc được nghiên cứu bằng số học, đại lượng liên tục được nghiên cứu bằng hình học.

Định nghĩa của Auguste Comte đã cố gắng giải thích vai trò của toán học trong việc điều phối hiện tượng trong tất cả các lĩnh vực khác: 
 Khoa học về đo lường gián tiếp. Auguste Comte năm 1851 
 "Tính gián tiếp" trong định nghĩa của Comte đề cập đến việc xác định các đại lượng không thể đo lường trực tiếp, như khoảng cách đến các hành tinh hoặc kích thước của các nguyên tử, bằng các mối quan hệ của chúng với các đại lượng có thể đo trực tiếp.

### Trừu tượng hơn và các trường phái triết học cạnh tranh
Các loại định nghĩa trước đây, đã có từ thời Aristotle, đã bị quên lãng vào thế kỷ 19 khi các trường phái toán học mới được phát triển, không có mối liên hệ rõ ràng nào với phép đo hoặc thế giới vật lý, như lý thuyết nhóm, hình học chiếu và hình học phi Euclide. Khi các nhà toán học theo đuổi sự nghiêm ngặt hơn và nền tảng trừu tượng hơn, một số định nghĩa được đề xuất hoàn toàn về mặt logic: 
 Toán học là môn khoa học rút ra kết luận cần thiết. Benjamin Peirce 1870 
 Tất cả toán học là logic tượng trưng. Bertrand Russell 1903 
 Peirce không nghĩ rằng toán học giống như logic, vì ông nghĩ toán học chỉ đưa ra những khẳng định giả thuyết, không phải là phân loại. Mặt khác, định nghĩa của Russell thể hiện triết lý logic của toán học  mà không cần bảo lưu. Các triết lý cạnh tranh của toán học đưa ra các định nghĩa khác nhau.

Đối lập với đặc tính suy diễn hoàn toàn của logic, chủ nghĩa trực giác nhấn mạnh việc xây dựng các ý tưởng trong tâm trí. Đây là một định nghĩa trực giác: 
 Toán học là hoạt động tinh thần bao gồm thực hiện, lần lượt là những công trình tinh thần mang tính quy nạp và hiệu quả.
 có nghĩa là bằng cách kết hợp các ý tưởng cơ bản, người ta đạt được một kết quả xác định.

Chủ nghĩa hình thức phủ nhận cả ý nghĩa vật lý và tinh thần đối với toán học, làm cho các biểu tượng và quy tắc trở thành đối tượng nghiên cứu. Một định nghĩa chính thức: 
 Toán học là sự thao túng các ký hiệu vô nghĩa của ngôn ngữ bậc nhất theo các quy tắc cú pháp rõ ràng.
 Vẫn còn các cách tiếp cận khác nhấn mạnh mô hình, trật tự hoặc cấu trúc. Ví dụ: 
 Toán học là sự phân loại và nghiên cứu tất cả các mẫu có thể. Walter Walter Sawyer, 1955 
 Tuy nhiên, một cách tiếp cận khác làm cho trừu tượng hóa tiêu chí xác định: 
 Toán học là một lĩnh vực nghiên cứu trên phạm vi rộng, trong đó các tính chất và tương tác của các đối tượng lý tưởng hóa được kiểm tra.Thế giới toán học Wolfram 

### Định nghĩa trong công việc tham khảo chung
Hầu hết các tác phẩm tham khảo đương đại định nghĩa toán học bằng cách tóm tắt các chủ đề và phương pháp chính của nó:
 Khoa học trừu tượng điều tra một cách triệt để các kết luận tiềm ẩn trong các quan niệm cơ bản về quan hệ không gian và số, và bao gồm các phân chia hình học chính, số học và đại số. Từ điển tiếng Anh Oxford, 1933 
 Nghiên cứu về phép đo, tính chất và mối quan hệ của số lượng và tập hợp, sử dụng số và ký hiệu. Từ điển di sản Mỹ, 2000 
 Khoa học về cấu trúc, trật tự và quan hệ đã phát triển từ các thực hành nguyên tố đếm, đo lường và mô tả hình dạng của các vật thể. Encyclopædia Britannica, 2006 

## Định nghĩa vui tươi, ẩn dụ và thơ mộng
Bertrand Russell đã viết định nghĩa nổi tiếng này, mô tả cách thức tất cả các thuật ngữ trong toán học cuối cùng được định nghĩa bằng cách tham chiếu đến các thuật ngữ không xác định: 
Chủ đề mà chúng ta không bao giờ biết những gì chúng ta đang nói, cũng như những gì chúng ta đang nói là đúng. Bertrand Russell 1901 
Nhiều nỗ lực khác để mô tả toán học đã dẫn đến văn xuôi hài hước hoặc thơ ca: 
 Một nhà toán học là một người mù trong một căn phòng tối đang tìm kiếm một con mèo đen không có ở đó. Charles Darwin 
 Một nhà toán học, giống như một họa sĩ hoặc nhà thơ, là một người tạo ra các mẫu. Nếu mô hình của anh ta lâu dài hơn so với của họ, đó là bởi vì chúng được thực hiện với ý tưởng.GH Hardy, 1940 
 Toán học là nghệ thuật đặt cùng tên cho những thứ khác nhau. Henri Poincaré 
 Toán học là khoa học của các hoạt động khéo léo với các khái niệm và quy tắc được phát minh chỉ cho mục đích này. [mục đích này là hoạt động khéo léo...] Eugene Wigner 
 Toán học không phải là một cuốn sách bị giới hạn trong một vỏ bọc và bị ràng buộc giữa các móc khóa trơ trẽn, mà nội dung của nó chỉ cần sự kiên nhẫn để lục soát; nó không phải là của tôi, mà kho báu của họ có thể mất nhiều thời gian để sở hữu, nhưng chỉ lấp đầy một số lượng hạn chế của các tĩnh mạch và dây; nó không phải là một loại đất, mà độ phì nhiêu của nó có thể bị cạn kiệt bởi năng suất của các vụ mùa liên tiếp; nó không phải là lục địa hay đại dương, có thể vạch ra khu vực và đường viền của nó được xác định: nó là vô hạn vì không gian mà nó thấy quá hẹp so với nguyện vọng của nó; khả năng của nó là vô hạn như những thế giới luôn tràn ngập và nhân lên trên cái nhìn của nhà thiên văn học; nó không có khả năng bị giới hạn trong các ranh giới được chỉ định hoặc bị giảm xuống các định nghĩa về tính hợp lệ vĩnh viễn, như ý thức về sự sống, dường như chùng xuống trong mỗi đơn nguyên, trong mỗi nguyên tử vật chất, trong mỗi tế bào lá và chồi, và luôn sẵn sàng để bùng nổ thành các hình thức mới của thực vật và động vật. James Joseph Sylvester 
 Toán học là gì? Nó dùng để làm gì? Các nhà toán học đang làm gì ngày nay? Không phải tất cả đã kết thúc từ lâu rồi sao? Có bao nhiêu số mới bạn có thể phát minh ra? Có phải toán học ngày nay chỉ là vấn đề của những tính toán khổng lồ, với nhà toán học là một người làm vườn thú, đảm bảo các máy tính quý giá được cho ăn và tưới nước? Nếu không, thì còn gì khác ngoài sự tuôn ra không thể hiểu được của những hộp não siêu năng lực với đầu trên mây và đôi chân lơ lửng từ ban công cao ngất của tòa tháp ngà của họ? Toán học là tất cả những điều này, và không có gì. Hầu hết, nó chỉ khác nhau. Đó không phải là những gì bạn mong đợi, bạn quay lưng lại một lúc và nó đã thay đổi. Nó chắc chắn không chỉ là một khối kiến thức cố định, sự phát triển của nó không bị giới hạn trong việc phát minh ra những con số mới, và những đường gân ẩn giấu của nó lan tỏa mọi khía cạnh của cuộc sống hiện đại. Ian Stewart 